# Rogério Dutra da Silva
Rogério Dutra da Silva (n. Sao Paulo; 3 de febrero de 1984) es un extenista profesional brasileño. 
Es el hermano mayor de Daniel Dutra da Silva.

## Carrera
Su ranking más alto alcanzado en la modalidad de individuales fue el n.º 63 logrado el 24 de julio de 2017, mientras que en dobles logró el puesto n.º 84 el 26 de febrero de 2018.
No ha logrado títulos ATP, aunque disputó una final en el año 2012. En el mes de julio disputó el Torneo de Hamburgo de la categoría ATP World Tour 500 junto al español Daniel Muñoz de la Nava, y cayeron derrotados en la final ante la pareja española formada por David Marrero y Fernando Verdasco por 4-6, 3-6 en lo que fue su actuación más destacada de su carrera.
Ha logrado hasta el momento 8 títulos de la categoría ATP Challenger Series, siendo 5 de ellos en individuales y los otros 3 en dobles.

### Copa Davis
Desde el año 2011 es participante del Equipo de Copa Davis de Brasil, disputando hasta el momento 6 encuentros, todos en la modalidad individuales. Su récord total de partidos ganados/perdidos es favorable (4/2).

## Títulos ATP (1; 0+1)

### Dobles (1)
| Leyenda                         |
| Grand Slam (0)                  |
| ATP Wourld Tour Finals (0)      |
| ATP Masters 1000 World Tour (0) |
| ATP World Tour 500 series (0)   |
| ATP World Tour 250 series (1)   |

| No. | Fecha              | Torneo    | Superficie    | Pareja   | Oponentes en la final            | Resultado           |
| 1.  | 5 de marzo de 2017 | São Paulo | Tierra batida | André Sá | Marcus Daniell Marcelo Demoliner | 7-6(5), 5-7, [10-7] |

#### Finalista (2)
| No. | Fecha                 | Torneo         | Superficie    | Pareja                  | Oponentes en la final           | Resultado           |
| 1.  | 22 de julio de 2012   | Hamburgo       | Tierra batida | Daniel Muñoz de la Nava | David Marrero Fernando Verdasco | 4-6, 3-6            |
| 2.  | 23 de febrero de 2019 | Río de Janeiro | Tierra batida | Thomaz Bellucci         | Máximo González Nicolás Jarry   | 7-6(3), 3-6, [7-10] |

## Títulos Challenger; 14 (10 + 4)
| Leyenda               | Individuales | Dobles |
| --------------------- | ------------ | ------ |
| ATP Challenger Series | 10           | 4      |

### Individuales
| No. | Fecha      | Torneo                         | Superficie | Rival en la final  | Resultado        |
| 1.  | 19.09.2010 | Challenger de Belo Horizonte   | Dura       | Facundo Arguello   | 6-4, 6-3         |
| 2.  | 06.08.2011 | Challenger de Campos do Jordão | Dura       | Izak van der Merwe | 6-4, 6-7(5), 6-3 |
| 3.  | 08.07.2012 | Challenger de Panamá           | Tierra     | Peter Polansky     | 6-3, 6-0         |
| 4.  | 14.04.2013 | Challenger de Itajaí           | Tierra     | Jozef Kovalík      | 4-6, 6-3, 6-1    |
| 5.  | 20.04.2014 | Challenger de San Pablo-3      | Tierra     | Blaž Rola          | 6-4, 6-2         |
| 6.  | 16.08.15   | Challenger de Praga-2          | Tierra     | Radu Albot         | 6-2, 6-7(5), 6-4 |
| 7.  | 25.10.15   | Challenger de Santiago-2       | Tierra     | Horacio Zeballos   | 7-5, 3-6, 7-5    |
| 8.  | 15.05.2016 | Challenger de Burdeos          | Tierra     | Bjorn Fratangelo   | 6-3, 6-1         |
| 9.  | 11.03.2017 | Challenger de Santiago-1       | Tierra     | Nicolás Jarry      | 7-5, 6-3         |
| 10. | 08.04.2017 | Challenger de Panamá           | Tierra     | Peđa Krstin        | 6-2, 6-4         |

### Dobles
| No. | Fecha      | Torneo                         | Superficie | Pareja         | Rival en la final                | Resultado        |
| 1.  | 08.10.2006 | Challenger de Quito            | Tierra     | Marcelo Melo   | Pablo Cuevas Horacio Zeballos    | 6-3, 6-4         |
| 2.  | 12.10.2008 | Challenger de Florianópolis    | Tierra     | Júlio Silva    | Ricardo Hocevar Andre Miele      | 3-6, 6-4, [10-4] |
| 3.  | 08.08.2010 | Challenger de Campos do Jordão | Dura       | Júlio Silva    | Vitor Manzini Pedro Zerbini      | 7-63, 6-2        |
| 4.  | 19.06.2016 | Challenger de Perugia          | Tierra     | Andrés Molteni | Nicolás Barrientos Fabrício Neis | 7-5, 6-3         |